# Jermaine Pennant
Pour les articles homonymes, voir Pennant.
Jermaine Pennant, né le 15 janvier 1983 à Nottingham, est un ancien footballeur anglais qui évoluait au poste de milieu de terrain.

## Biographie
Jermaine Pennant fait ses débuts avec Arsenal le 7 mai 2003 contre Southampton. Dans un effectif composé de joueurs tels que Freddie Ljungberg, Robert Pirès et Ray Parlour, Arsène Wenger fait tourner son effectif en vue de la finale de la Cup. Pour ses débuts sous le maillot des "Gunners" à Highbury, il inscrit un triplé (victoire 6-1). Quinze ans après les faits, le joueur racontera qu'il ne pensait pas disputer ce match, et qu'après une soirée très arrosée, il avait joué avec un fort goût de vodka dans l'estomac.
Le 12 octobre 2012, Pennant est prêté pour trois mois aux Wolverhampton Wanderers.
Le 19 janvier 2016, il rejoint le club Tampines Rovers, basé à Singapour.
Le 19 janvier 2017, il rejoint le club Bury Football Club, en Football League One. Au mois de juillet 2017, à 34 ans, le milieu offensif britannique décide, à la surprise générale, de rejoindre Billericay Town, un club qui évolue, pour la saison 2017-2018, en Isthmian Football League Premier Division, le septième niveau du système pyramidal anglais.

## Palmarès

### En club
- Arsenal
  - Vainqueur de la FA Cup en 2005
  - Vainqueur du Community Shield en 2004.
- Liverpool
  - Vainqueur du Community Shield en 2007
  - Finaliste de la Ligue des champions en 2007.